# Grönländische Fußballmeisterschaft 1976
Die Grönländische Fußballmeisterschaft 1976 war die 14. Spielzeit der Grönländischen Fußballmeisterschaft.
Meister wurde zum vierten Mal in fünf Jahren und zum fünften Mal insgesamt Rekordmeister GSS Nuuk.

## Teilnehmer
Nur von den folgenden fünf Mannschaften ist die Teilnahme bekannt. Teilnehmer der Schlussrunde sind fett.
- G-44 Qeqertarsuaq
- I-69 Ilulissat
- GSS Nuuk
- NÛK
- Nagtoralik Paamiut

## Modus
Nach einer Qualifikationsrunde wurde erneut eine Schlussrunde mit vier Mannschaften im Gruppensystem ausgetragen.

## Ergebnisse

### Qualifikationsrunde
Aus der Qualifikationsrunde ist nur ein Spiel überliefert.
|                | Ergebnis |                   |
| -------------- | -------- | ----------------- |
| I-69 Ilulissat | 6:2      | G-44 Qeqertarsuaq |

### Schlussrunde
| Pl. | Verein             | Sp. | S | U | N | Tore    | Punkte |
| --- | ------------------ | --- | - | - | - | ------- | ------ |
| 1.  | GSS Nuuk           | 3   | 2 | 1 | 0 | 009:200 | 05     |
| 2.  | Nagtoralik Paamiut | 3   | 2 | 0 | 1 | 009:800 | 04     |
| 3.  | I-69 Ilulissat     | 3   | 0 | 2 | 1 | 006:800 | 02     |
| 4.  | NÛK                | 3   | 0 | 1 | 2 | 005:100 | 01     |

| Datum     |                    | Ergebnis  |                | Ort  |
| --------- | ------------------ | --------- | -------------- | ---- |
| Juli 1976 | Nagtoralik Paamiut | 5:3 (3:1) | I-69 Ilulissat | Nuuk |
| Juli 1976 | GSS Nuuk           | 4:1       | NÛK            | Nuuk |
| Juli 1976 | NÛK                | 3:3 (2:0) | I-69 Ilulissat | Nuuk |
| Juli 1976 | Nagtoralik Paamiut | 1:4 (0:3) | GSS Nuuk       | Nuuk |
| Juli 1976 | GSS Nuuk           | 0:0       | I-69 Ilulissat | Nuuk |
| Juli 1976 | Nagtoralik Paamiut | 3:1       | NÛK            | Nuuk |